# Myrmica tianshanica
Myrmica tianshanica är en myrart som beskrevs av Arnol'di 1976. Myrmica tianshanica ingår i släktet rödmyror, och familjen myror.

## Underarter
Arten delas in i följande underarter:
- M. t. alajensis
- M. t. tianshanica